# Schoonhovense Mixed Hockey Club
De Schoonhovense MHC is een Nederlandse hockeyclub uit de Zuid-Hollandse plaats Schoonhoven.
De club werd opgericht op 23 december 1986 en speelt op Sportpark Oost, waar ook een honkbal- en softbalvereniging gevestigd is. De club heeft in het seizoen 2015/16 geen standaardteams in de bondscompetities van de KNHB.